# La Chapelle-Neuve, Morbihan

La Chapelle-Neuve este o comună în departamentul Morbihan, Franța. În 1 ianuarie 2022 avea o populație de 1.002 de locuitori.